# Jagdgeschwader 133
A Jagdgeschwader 133 foi uma asa de caças da Luftwaffe durante a Alemanha Nazi. Existiu entre 1938 e 1939. Feita a partir da Jagdgeschwader 334, mais tarde tornar-se-ia parte naquilo que se viria a formar como a Jagdgeschwader 53.

## Comandantes
- Oberstleutnant Werner Junck, 1 de Novembro de 1938 - 1 de Maio de 1939[2]